# Classificazione climatica di Thornthwaite
La classificazione climatica di Thornthwaite è un tipo di classificazione climatica sviluppata nel 1948 e successivamente perfezionata tra il 1953 e il 1957 dal climatologo statunitense Charles Warren Thornthwaite. In tale classificazione climatica si tiene conto della misura dell'indice globale di umidità Im, il cui valore individua una classe climatica con specifiche caratteristiche qualitative.

## Formula di calcolo dell'indice globale di umidità
L'indice Im è calcolato utilizzando la seguente formula:
{\displaystyle Im=({\frac {P-ETP}{ETP}})\cdot 100}
dove
P = precipitazione annua espressa in mm
ETP = evapotraspirazione potenziale media annua espressa in mm e determinata dalla sommatoria di tutti i valori medi mensili del medesimo parametro.

## Classificazioni climatiche
In base alla misura quantitativa dell'indice globale di umidità Im, nella tabella sottostante sono riportati i vari tipi di clima individuati dalla classificazione di Thornthwaite.
| Indice Im         | Classe | Clima     |
| ----------------- | ------ | --------- |
| > 100             | A      | perumido  |
| tra 100 e 80      | B4     | umido     |
| tra 79,9 e 60     | B3     | umido     |
| tra 59,9 e 40     | B2     | umido     |
| tra 39,9 e 20     | B1     | umido     |
| tra 19,9 e 0      | C2     | subumido  |
| tra -0,1 e -33,3  | C1     | subarido  |
| tra -33,4 e -66,7 | D      | semiarido |
| < -66,7           | E      | arido     |

La classe A include il clima perumido (valori di Im superiori a 100).
La classe B (valori di Im compresi tra 100 e 20) è a sua volta suddivisa in sottoclassi tra B4 e B1 ed include le varie tipologie di climi umidi.
La classe C (valori di Im compresi tra 19,9 e -33,3) è la classe di transizione tra i climi umidi e i climi che si contraddistinguono per caratteristiche di aridità: include la sottoclasse C2 del clima subumido e la sottoclasse C1 del clima subarido, il cui limite di demarcazione è il valore di Im = 0.
La classe D (valori di Im compresi tra -33,4 e -66,7) include il clima semiarido.
La classe E (valori di Im inferiori a -66,7) comprende il clima arido.

## Cartografia

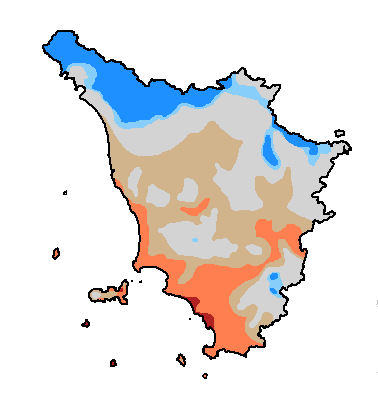
Classificazione climatica della Toscana secondo Thornthwaite